# Karibi szirticápa
A karibi szirticápa (Carcharhinus perezii) a porcos halak (Chondrichthyes) osztályának kékcápaalakúak (Carcharhiniformes) rendjébe, ezen belül a kékcápafélék (Carcharhinidae) családjába tartozó faj.
Nagy termetű, 2-3 méteresre is megnövő kékcápaféle, amely az Atlanti-óceán nyugati részének trópusi, szubtrópusi vizein, többnyire korallzátonyok környékén él. Általában nem agresszív, de mérete miatt potenciálisan veszélyes az emberre.

## Előfordulása
A karibi szirticápa az Atlanti-óceán nyugati részén, Észak-Karolinától Brazíliáig fordul elő, beleértve a Bermudákat, a Mexikói-öböl északi részét és a Karib-tengert. Florida Keystől északra már csak elvétve látni. A partközeli, vagy korallszirtek környéki sekély vizeket kedveli, többnyire a zátonyok meredeken aláfutó peremvidékén lehet megtalálni. Leggyakrabban 30 méternél sekélyebb vízben él, de megtalálták már 378 m mélyen is.

## Megjelenése

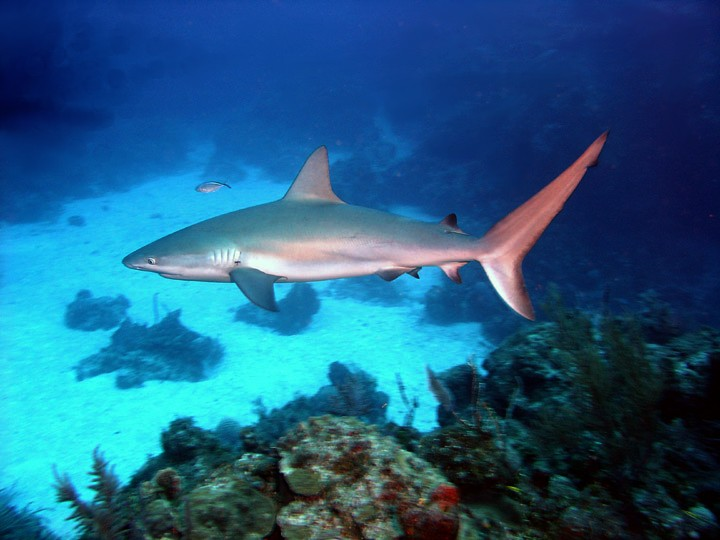
Karibi szirticápa a Bahamáknál

Az erőteljes testalkatú, áramvonalas karibi szirticápát nem könnyű megkülönböztetni a többi nagy termetű kékcápafélétől. Átlagos hossza 2-2,5 méter, az eddig fogott leghosszabb példány 3 méteres volt, a rekordsúlya pedig 70 kg. Színe a hátán sötétszürke vagy szürkésbarna, hasán fehér vagy sárgásfehér; oldalt pedig a két szín határán nem feltűnő fehéres sáv látható. Úszói színe sem jellegzetes, de mell-, has-, farok alatti úszóinak, illetve farokúszója alsó lebenyének végei sötét színűek.
Orra viszonylag rövid, széles, lekerekített, orrnyílásait nem zárja feltűnő bőrlebeny mint egyes fajok esetében. Szemei nagyok és kerekek; pislogóhártya (harmadik szemhéj) védi őket. Alsó és felső állkapcsainak mindkét felében 11–13 sor fog található. Fogai széles alapúak, fűrészes élűek, kihegyesedőek. Elülső 2-4 foga mindkét oldalon egyenesen álló, aztán hegyük fokozatosan egyre inkább a száj sarka felé hajlik. A fej két oldalán öt pár kopoltyúnyílás található, a harmadik a mellúszók eredésének vonalában nyílik. Elülső hátúszója magasra nyúlik, kissé sarlós; közte és rokon fajokhoz képest viszonylag nagy hátsó hátúszó között alacsony kiemelkedés fut a gerincen. Az elülső hátúszó körülbelül a mellúszó hátsó részének vonalában kezdődik (vagy kicsit előbb); a hátulsó hátúszó a farok alatti úszó magasságában - vagy kicsit előrébb - található. A mellúszók hosszúak, keskenyek, kihegyesedők. Dermális plakoidjai sűrűn, egymást átfedve helyezkednek el, rajtuk öt (a nagy példányoknál akár hét), a plakoid végén csúcsba hegyesedő kiemelkedés látható.

## Életmódja

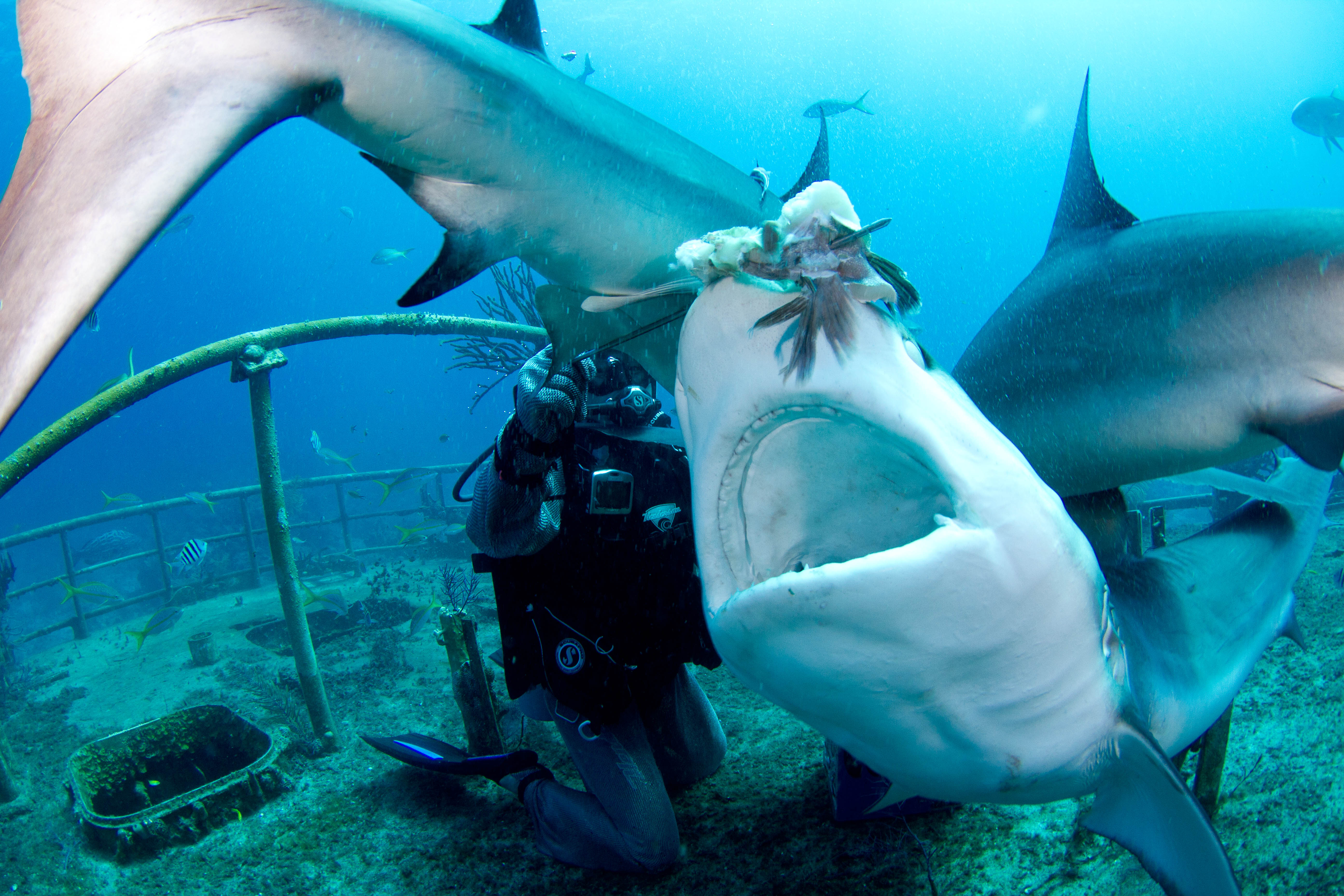
Cápaetetés

Viszonylagos gyakorisága ellenére a karibi szirticápa egyike a legkevésbé ismert nagy méretű kékcápaféléknek. Jellemzően éjszaka aktívak, jelentős vándorlási vagy évszakhoz köthető tevékenységet nem mutatnak. Fiatal példányai egész évben egy szűkebb területen belül maradnak, míg a felnőtteknél az élettér jelentősen szélesebb.
Időnként az aljzaton vagy barlangokban mozdulatlanul pihen; ez az első aktív életmódú cápafaj, amelyiknél ez a viselkedést megfigyelték. Ilyenkor nem alszanak, szemeikkel követik a közelben úszó búvárokat. Egyes spekulációk szerint ekkor a tengerfenékből fakadó édesvízi források fölé állnak, és az áramlat meglazítja vagy lesodorja a rájuk tapadó parazitákat. Ha veszélyt érzékelnek, a karibi szirticápák időnként fenyegető viselkedést mutatnak; ekkor hirtelen rándulásokkal, cikkcakkban úsznak és ismétlődően 1-1,2 másodpercre leeresztik mellúszóikat. Ez a viselkedés kevésbé kifejezett, mint a szürke szirticápa esetében.
Fiatal példányaira a nagyobb cápák, mint például a tigriscápa (Galeocerdo cuvier) vagy bikacápa (C. leucas) vadásznak. Néhány parazitája ismert; egy tarka piócafaj gyakran látható elülső hátúszójára tapadva. Brazília északi partjainál a fiatal példányok rendszeresen felkeresik az Elacatinus randallik élőhelyeit, amelyek leszedegetik róluk élősködőiket.

### Táplálkozása
Étrendjét a korallszirtek különböző csontos halai és fejlábúi alkotják, de megeszi a sasrájákat és tüskésrájákat is. A halak vergődését utánzó alacsony frekvenciájú hangokkal csalogatható. A fiatal cápák kisebb halakkal és rákokkal táplálkoznak. Képesek arra, hogy gyomortartalmukat kiöklendezzék és így megszabaduljanak az emészthetetlen tárgyaktól, gyomorparazitáktól vagy a gyomorfalukon képződött túl sok nyálkától.

## Szaporodása
A karibi szirticápák rokonaikhoz hasonlóan elevenszülők. A megtermékenyített peték az anya testében fejlődnek; ha kimerítették sziktartalmukat, a szikzacskó méhlepényszerűen az anya szöveteihez kapcsolódik és így táplálja az ivadékot. A párzás agresszív viselkedéssel jár együtt, a nőstények gyakran viselik harapások nyomait az oldalukon. A Fernando de Noronha-szigeteknél az új nemzedék a száraz évszakban, február-április között jön a világra, míg más élőhelyein a déli féltekén a születés jellemzően inkább nyáron, november-december környékén történik. A nőstény egyéves vemhesség után hozza világra 4-6 utódát és a következő évben nem párzik. Az újszülött cápák hossza maximum 74 cm; a hímek 1,5–1,7 méteres, a nőstények 2-3 méteres korukban várnak ivaréretté.

## Jelentősége és környezetvédelmi helyzete

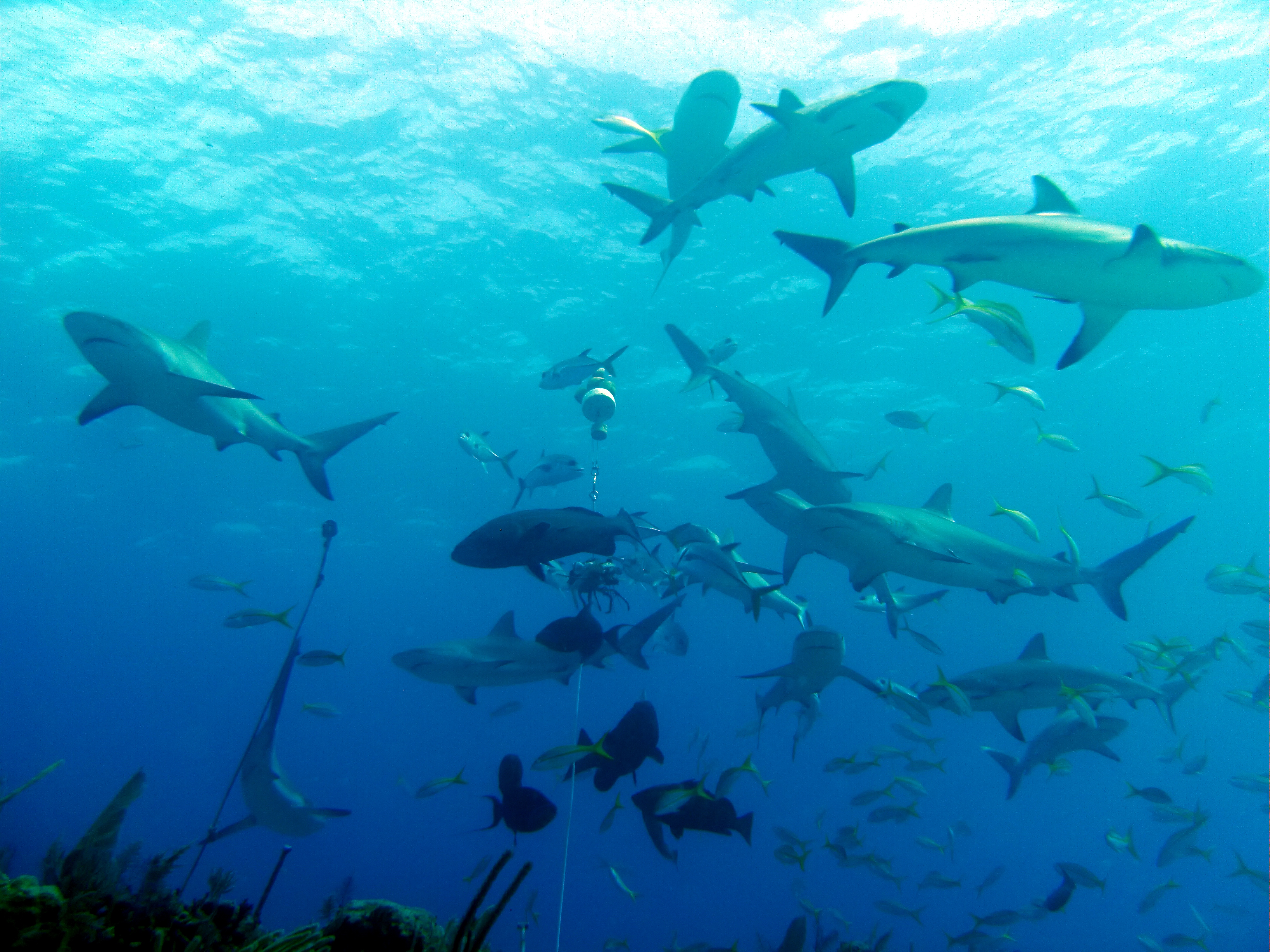
Csalihoz gyűlt cápák

A faj többnyire nem törődik a búvárokkal vagy elkerüli őket, de táplálkozás közben zavarva agresszív lehet és nagy mérete miatt is potenciálisan veszélyes az emberre. 2008-ban 27 támadást írtak karibi szirticápák számlájára, melyek közül 4 volt provokálatlan és egyik sem volt halálos kimenetelű.
Kereskedelmi célokból halásszák, húsát, bőrét, mája olaját felhasználják vagy hallisztnek dolgozzák fel. Kolumbiában a leggyakrabban fogott cápafajnak számít (a horoggal fogott cápák közül 39%) és uszonyáért, olajáért és fogaiért (utóbbit dísztárgyakhoz) fogják. Belize-ben inkább a horgos halászat melléktermékeként fogják; uszonyait eladják Kelet-Ázsiába, húsát pedig Belize-ben, Mexikóban és Guatemalában tortilla-szerű panadesként fogyasztják. Az ipar által szennyezett vizeken húsában metil-higany és egyéb nehézfémek halmozódhatnak fel. 

### Cápaetetés
A Bahamákon és a Karib-tenger szigetein a turisták számára cápaetetéseket rendeznek. A Bahamákon ez a tevékenység 6 millió dolláros bevételt jelent évente; így egy élő cápa akár 13-40 ezres jövedelmet is hozhat, szemben egy kifogott cápa 50-60 dolláros kereskedelmi értékével. A gyakorlat ellenzői szerint viszont a cápák így a búvárokat az étellel azonosítják és megnövelik a cápatámadások esélyét (konkrét bizonyítékok ezt egyelőre nem támasztják alá). Floridában betiltották a cápaetetést, de a karibi térség más területein továbbra is hozzáférhető. 

### Védelme
A Természetvédelmi Világszövetség Vörös listáján a karibi szirticápa mérsékelten fenyegetett státusszal szerepel. Belize-i és kubai populációit túlhalásszák. Élőhelyüket, a korallzátonyokat is folyamatosan pusztítják. Az Egyesült Államok felségvizein halászata tilos. A Bahama-szigeteken védett állatnak számít az ökoturizmusban való fontos szerepe miatt. A halászat elől védelmet találhat Brazília Tengeri Védett Területein is. 

### Fordítás
- Ez a szócikk részben vagy egészben  a   Caribbean reef shark című angol Wikipédia-szócikk ezen változatának fordításán alapul.  Az eredeti cikk szerkesztőit annak laptörténete sorolja fel. Ez a jelzés csupán a megfogalmazás eredetét és a szerzői jogokat jelzi, nem szolgál a cikkben szereplő információk forrásmegjelöléseként.